# Буспірон
Буспірон (англ. Buspirone, лат. Buspironum) — синтетичний препарат, що за хімічним складом є похідним азаспіронів, та належить до групи транквілізаторів (анксіолітиків). Буспірон застосовується перорально. Буспірон уперше синтезований у 1968 році в дослідницькій лабораторії «Mead Johnson» для компанії «Bristol-Myers Squibb». Початково буспірон створювався як новий антипсихотичний препарат, проте в подальших дослідженнях встановлено його малу ефективність при психозах. Натомість буспірон виявився ефективним для лікування генералізованого тривожного розладу, і в 1986 році препарат був схвалений FDA, та став першим небензодіазепіновим препаратом для лікування генералізованого тривожного розладу.

## Фармакологічні властивості
Буспірон — лікарський засіб, що належить до групи транквілізаторів. Механізм дії препарату полягає у стимулюванні серотонінових рецепторів 5-HT1А, причому для пресинаптичних рецепторів, які інгібують вивільнення серотоніну, він є повним агоністом, що призводить до зменшення викиду серотоніну, наслідком чого є зменшення симптомів тривоги. При зниженні вивільнення серотоніну буспірон діє як частковий агоніст постсинаптичних серотонінових рецепторів, які сприяють вивільненню серотоніну в синапсах, наслідком чого є підвищення концентрації серотоніну та зменшення проявів депресії. Буспірон також інгібує дофамінові рецептори D2. Активний метаболіт буспірону 1-(2-піримідиніл)-піперазин також блокує пресинаптичні альфа-2-адренорецептори, що також сприяє антидепресивній та анксіолітичній активності препарату. Значно у меншому ступені буспірон взаємодіє з рецепторами 5-HT1C і 5-НТ2, проте значення цієї взаємодії препарату достеменно не вивчене. Буспірон не взаємодіє з бензодіазепіновими рецепторами, опіатними та ГАМК-рецепторами, не має холінолітичних та глутаматергічних властивостей, не має седативної, протисудомної та міорелаксуючої дії, та не викликає залежності. Препарат також не має негативного впливу на когнітивну функцію та на статеву функцію. Буспірон застосовується при різноманітних тривожних розладах, у тому числі при генералізованому тривожному розладі, при депресіях різного походження, обсесивно-компульсивному розладі, хронічному алкоголізмі із ефективністю, рівною або вищою за інші антидепресанти чи транквілізатори, а також підсилює дію інших антидепресантів або транквілізаторів. Буспірон також покращує акомодацію шлунку, тобто здатність його проксимального відділу розслаблюватися після прийому їжі під дією постійно наростаючого тиску на його стінки прийнятої їжі, у зв'язку із чим він включений до списку потенційно ефективних лікарських препаратів для лікування функціональної диспепсії. Буспірон може також застосовуватися для лікування панічних атак, проте з нижчою ефективністю у порівнянні з іншими лікарськими засобами. Буспірон позиціонується як препарат, при застосуванні якого спостерігається незначна кількість побічних ефектів у порівнянні з іншими транквілізаторами та антидепресантами.

### Фармакокінетика
Буспірон добре і швидко всмоктується після перорального застосування, біодоступність препарату становить лише близько 4 % у зв'язку з ефектом першого проходження через печінку. Максимальна концентрація буспірону в крові досягається протягом 40–90 хвилин. Буспірон добре (на 95 %) зв'язується з білками плазми крові. Препарат добре проникає через гематоенцефалічний бар'єр, через плацентарний бар'єр, та виділяється в грудне молоко. Метаболізується буспірон у печінці з утворенням кількох активних метаболітів. Виводиться препарат із організму переважно (29–63 %) із сечею у вигляді метаболітів, частково (18–38 %) з калом. Період напіввиведення буспірону становить 2–3 години, а його основного метаболіта 1-(2-піримідиніл)-піперазину становить у середньому 6,1 години, і цей час значно збільшується в осіб з печінковою або нирковою недостатністю.

## Показання до застосування
Буспірон застосовується при тривожних розладах для лікування або зменшення симптомів тривоги.

## Побічна дія
Буспірон позиціонується як препарат, при застосуванні якого спостерігається незначна кількість побічних ефектів; найчастішими з яких є головний біль, запаморочення, сонливість; дещо рідше спостерігаються нервозність, порушення сну, безсоння, порушення концентрації уваги, дратівливість, парестезії, тахікардія, порушення зору, сплутаність свідомості, порушення координації рухів, сухість у роті, гіпергідроз, тремор, свербіж шкіри, нудота, блювання. Іншими рідшими побічними явищами при застосуванні препарату є:
- Алергічні реакції — шкірний висип, кропив'янка, гіперемія шкіри, екзема, алопеція, набряк обличчя, акне, виникнення гематом, гарячка.
- З боку травної системи — діарея, біль у животі, зміна апетиту, кишкова кровотеча.
- З боку нервової системи — судоми, порушення чутливості, загальмованість, паркінсонізм, синдром неспокійних ніг, серотоніновий синдром, втрати свідомості, клаустрофобія, психоз, шум у вухах.
- З боку серцево-судинної системи — артеріальна гіпертензія, ортостатична гіпотензія, серцева недостатність, брадикардія, приливи крові, порушення мозкового кровообігу.
- З боку дихальної системи — біль і припікання у горлі, задишка, носова кровотеча, почащення дихання, припікання язика.
- З боку сечостатевої системи — часте сечовипускання, дизурія, енурез.
- З боку ендокринної системи — порушення функції щитоподібної залози, галакторея, гінекомастія.
- З боку опорно-рухового апарату — біль у м'язах, біль у суглобах, спазми м'язів, міастенія.
- Зміни в лабораторних аналізах — лейкопенія, тромбоцитопенія, еозинофілія, підвищення рівня активності амінотрансфераз.

## Протипокази
Буспірон протипоказаний при підвищеній чутливості до препарату, одночасному лікуванні інгібіторами моноамінооксидази, епілепсії, важкій печінковій або нирковій недостатності, гострій інтоксикації алкоголем або психоактивними препаратами, при вагітності та годуванні грудьми, особам у віці до 18 років.

## Форми випуску
Буспірон випускається у вигляді таблеток по 0,005; 0,0075; 0,01; 0,015 і 0,03 г.